# Područna nogometna liga NSP Vinkovci 1976./77.
Područna nogometna liga NSP Vinkovci je bila liga petog stupnja nogometnog prvenstva SFRJ u sezoni 1976./77. Od ove sezone u prvenstvu NSP Vinkovci više ne sudjeluju klubovi iz općine Županja. Prvenstvo se igralo dvokružno, a sudjelovalo je ukupno 12 klubova. Prvak područne lige bi igrao kvalifikacije za Slavonsku nogometnu zonu - Posavska skupina. Zbor reorganizacije natjecanja niti jedna momčad nije ispala u niži rang (Grupno prvenstvo nogometnog podsaveza Vinkovci). 
 Prvak lge je bila "Nosteria" iz Nuštra. 

## Tablica
| Mj. | Klub                        | Sus.                    | Pobj.                   | Ner.                    | Por.                    | GR.                     | Bod.                    |
| --- | --------------------------- | ----------------------- | ----------------------- | ----------------------- | ----------------------- | ----------------------- | ----------------------- |
| 1.  | NK Nosteria Nuštar          | 20                      | 17                      | 1                       | 2                       | 65:23                   | 35                      |
| 2.  | NK Borinci Jarmina          | 20                      | 12                      | 5                       | 3                       | 53:21                   | 29                      |
| 3.  | NK Sremac Ilača             | 20                      | 10                      | 4                       | 6                       | 45:53                   | 24                      |
| 4.  | NK Meteor Slakovci          | 20                      | 9                       | 5                       | 6                       | 38:35                   | 23                      |
| 5.  | NK Šokadija Stari Mikanovci | 20                      | 8                       | 2                       | 10                      | 48:35                   | 18                      |
| 6.  | NK Mladost Cerić            | 20                      | 5                       | 8                       | 7                       | 29:27                   | 18                      |
| 7.  | NK Mladost Vođinci          | 20                      | 8                       | 1                       | 11                      | 37:40                   | 17                      |
| 8.  | NK Lovor Nijemci            | 20                      | 5                       | 6                       | 9                       | 29:47                   | 16                      |
| 9.  | NK Mladost Antin            | 20                      | 5                       | 4                       | 11                      | 29:40                   | 14                      |
| 10. | NK Mladost Privlaka         | 20                      | 5                       | 3                       | 12                      | 34:54                   | 13                      |
| 11. | NK Sloga Tordinci           | 20                      | 5                       | 3                       | 12                      | 34:55                   | 13                      |
|     | NK Dinamo II Vinkovci       | igrali van konkurencije | igrali van konkurencije | igrali van konkurencije | igrali van konkurencije | igrali van konkurencije | igrali van konkurencije |

## Kvalifikacije za Slavonsku nogometnu zonu
U kvalifikacijama za Slavonsku nogometnu zonu - Posavska skupina sudjelovali su prvaci nogometnih saveza područja Vinkovci, Slavonski Brod, Slavonska Požega, Županja i Nova Gradiška. utakmice su igrane po dvostrukom bod-sustavu.
U Slavonsku nogometnu zonu - Posavska skupina plasirali su se NK Sava Stara Gradiška i NK Oriolik Oriovac.

## Unutrašnje poveznice
- Grupno prvenstvo NSP Vinkovci 1976./77.